# NGC 5952
NGC 5952 ist eine Linsenförmige Galaxie vom Hubble-Typ S0 im Sternbild Serpens nördlich des Himmelsäquators. Sie ist schätzungsweise 525 Millionen Lichtjahre von der Milchstraße entfernt und hat einen Durchmesser von etwa 60.000 Lj.
Im selben Himmelsareal befinden sich u. a. die Galaxien NGC 5955 und NGC 5960.
Das Objekt wurde am 25. März 1865 von Albert Marth entdeckt.